# Nadja Bobyleva
Nadja Bobyleva (* 7. Mai 1983 in Moskau) ist eine russisch-deutsche Schauspielerin.

## Leben
Im Alter von neun Jahren kam Nadja Bobyleva nach Deutschland. Zuvor besuchte sie in ihrer Heimatstadt Moskau von 1990 bis 1992 die Kunst- und Theaterschule Klass-Center. Nach ihrem Umzug nach Deutschland nahm sie von 1999 bis 2002 Schauspielunterricht bei Bettina Dorn und ihrer Mutter Natalia Bobyleva in Köln. In den Jahren 2001, 2003 und 2005 besuchte sie jeweils das Lee Strasberg Studio in Italien, um dort Method-Acting-Unterricht bei Geraldine Baron zu nehmen. Von März bis Juni 2004 folgte ein kurzzeitiger Aufenthalt in Sankt Petersburg an der Staatlichen Akademie für Theaterkunst. Anschließend nahm sie an Schauspielworkshops der Regisseure Hans-Christian Schmid und MK Lewis an der Internationalen Filmschule Köln teil. Zudem absolvierte sie von 2002 bis 2006 eine Ausbildung an der Hochschule für Musik und Theater Hannover.
Hinter den Kulissen arbeitete Nadja Bobyleva als Schauspieltrainerin 2008 in Sommer und 2010 in Rock It!.
Neben ihrer Muttersprache Russisch und der Arbeitssprache Deutsch spricht Nadja Bobyleva nach Angabe ihrer Agentur Englisch und verfügt über Grundkenntnisse in Französisch und Italienisch. In ihrer Freizeit spielt sie Klavier und E-Gitarre, zu ihren weiteren Hobbys gehören Singen, Reiten und Freeclimbing.
Nadja Bobyleva wurde als Nachwuchsdarstellerin von der Schauspielagentur Schwarz entdeckt und gefördert.

## Auszeichnungen
Im Jahr 2004 erhielt Nadja Bobyleva den Günter-Strack-Fernsehpreis für ihre Rollen in den TV-Produktionen Der Freund meiner Mutter, Raus ins Leben und Tatort – Janus mit folgender Begründung:

„Nadja Bobyleva überzeugt gleich in drei Rollen als eine Ausnahme-Schauspielerin mit größter Präsenz. Sei es kraftvoll und authentisch als Nele in Der Freund meiner Mutter, anrührend und strahlend als Klara in Raus ins Leben oder intensiv und fordernd als Anne in dem Tatort Janus – Nadja Bobyleva fasziniert in ihrer großen Bandbreite.“

Bereits ein Jahr zuvor wurde sie für den Förderpreis Deutscher Film für ihre Darstellung der 17-jährigen Klara in dem Fernsehfilm Raus ins Leben nominiert.
Gemäß der Seite Crew United erhielt sie 2020 einen Preis als „Best Director of an International Film“.

## Filmografie
- 2001: Hand in Hand (Fernsehfilm)
- 2001: Engel & Joe
- 2002: Die Mutter (Fernsehfilm)
- 2002: Das verflixte 17. Jahr (Fernsehfilm)
- 2002: Olgas Sommer
- 2002: Der Freund meiner Mutter (Fernsehfilm)
- 2003: Der zehnte Sommer
- 2003: Freundinnen für immer (Fernsehfilm)
- 2003: Verschwende deine Jugend
- 2003: Raus ins Leben (Fernsehfilm)
- 2004: SOKO Leipzig – Grenzverkehr (Fernsehserie)
- 2004: Tatort – Janus (Fernsehreihe)
- 2005: Die Patriarchin (Fernsehminiserie)
- 2005: Tatort – Borowski in der Unterwelt (Fernsehreihe)
- 2006: Die Sitte – Club der Jungfrauen (Fernsehserie)
- 2007: Weißt was geil wär…?!
- 2007: SOKO Wismar – Nasser Tod (Fernsehserie)
- 2007: Stubbe – Von Fall zu Fall – Bittere Wahrheiten (Fernsehserie)
- 2008: Die Anwälte – Dämmerung (Fernsehserie)
- 2008: Polizeiruf 110 – Wie ist die Welt so stille (Fernsehreihe)
- 2008: Nichts geht mehr
- 2008: Stolberg – Die besten Jahre (Fernsehserie)
- 2009: Romy (Fernsehfilm)
- 2010: Kommissarin Lucas – Aus der Bahn (Fernsehserie)
- 2010: Der Uranberg (Fernsehfilm)
- 2011: Marie Brand und der Sündenfall (Fernsehfilm)
- 2011: Löwenzahn – Wasserkraft – Das Rätsel der alten Mühle (Fernsehserie)
- 2011: Am Kreuzweg (Fernsehfilm)
- 2011: Verschollen am Kap (Fernsehfilm), zwei Teile
- 2012: SOKO Stuttgart – Ausgekocht (Fernsehserie)
- 2013: Tatort – Kaltblütig (Fernsehserie)
- 2013: In aller Freundschaft – Auf die harte Tour (Fernsehserie)
- 2013: Einmal Leben bitte (Fernsehfilm)
- 2013: Frauen, die Geschichte machten – Jeanne d’Arc (Fernsehdokumentation)
- 2013: Stolberg – Himmel und Hölle (Fernsehserie)
- 2013: Meeres Stille (Kinofilm)
- 2014: Letzte Spur Berlin – Staatsfeindin (Fernsehserie)
- 2014: Hüter meines Bruders
- 2015: SOKO Köln – Falsche Fuffziger (Fernsehserie)
- 2015: Bridge of Spies – Der Unterhändler
- 2015: Lumen (Fernsehfilm)
- 2015: Stralsund – Der Anschlag (Fernsehreihe)
- 2016: Die Spezialisten – Im Namen der Opfer – Die Mädchen aus Ost-Berlin (Fernsehserie)
- 2017: Tatort – Wacht am Rhein (Fernsehreihe)
- 2017: Chaos-Queens: Die Braut sagt leider nein (Fernsehserie)
- 2017: Camera Obscura
- seit 2017: Das Institut – Oase des Scheiterns (Fernsehserie, 16 Episoden)
- 2018: Katie Fforde – Ziemlich beste Freundinnen (Fernsehreihe)
- 2018: Die Spezialisten – Im Namen der Opfer – Shenjas Rückkehr (Fernsehserie)
- 2018: Ashes in the Snow
- 2019: Katie Fforde – Wachgeküsst (Fernsehserie)
- 2019: Und tot bist Du! – Ein Schwarzwaldkrimi (Fernsehzweiteiler)
- 2019: Donna Leon – Ewige Jugend (Fernsehreihe)
- 2019: Das Quartett: Der lange Schatten des Todes (Fernsehserie)
- 2019: Morden im Norden – Selbstlos (Fernsehserie)
- 2019: Käthe und ich: Dornröschen (Fernsehreihe)
- 2019: Käthe und ich: Das Findelkind (Fernsehreihe)
- 2020: Der Schneegänger (Fernsehfilm)
- 2020: Käthe und ich: Zurück ins Leben (Fernsehreihe)
- 2020: Käthe und ich: Papakind (Fernsehreihe)
- 2020: Kintsugi (Kurzfilm, Buch und Regie)
- 2020: House of Trumps – Peter, ein deutsches Geheimnis
- 2020: Harter Brocken: Die Fälscherin (Fernsehserie)
- 2021: Waldgericht – Ein Schwarzwaldkrimi – Die schwarze Frau (Fernsehfilm)
- 2021: Waldgericht – Ein Schwarzwaldkrimi – Die Verwandlung (Fernsehfilm)
- 2021: Plötzlich so still (Fernsehfilm)
- 2021: Käthe und ich: Das Adoptivkind (Fernsehreihe)
- 2021–2022: Doktor Ballouz (Fernsehserie, 12 Episoden)
- 2024: Schneekind – Ein Schwarzwaldkrimi (Fernseh-Zweiteiler)
- 2024: Sarah Kohr – Koma (Fernsehserie)
- 2025: Morden im Norden – Gefallene Götter